# 안동서부초등학교
안동서부초등학교는 대한민국 경상북도 안동시 금곡동에 있는 초등학교다.

## 학교 연혁
- 1937년 9월 10일 옥동공립보통학교 개교(설립인가 8월 11일)
- 1938년 4월 1일 옥동공립심상소학교로 개칭[1]
- 1938년 9월 11일 현 교지로 이전
- 1941년 4월 1일 옥동공립국민학교로 개칭[2]
- 1956년 9월 20일 안동서부국민학교로 명칭 변경
- 1984년 3월 5일 병설유치원(40명) 개원(설립인가 2월 10일)
- 1984년 3월 1일 특수학급 1학급 설치
- 1996년 3월 1일 안동서부초등학교로 명칭 변경[3]
- 1998년 2월 2일 컴퓨터실 설치 (본관 4층)
- 2008년 5월 24일 과학실 현대화 사업 (교실 2칸)
- 2022년 9월 1일 제37대 김의식 교장 취임
- 2023년 2월 10일 제81회 졸업 (졸업생 총수 : 26,585명)
- 2023년 3월 1일 초등 27학급(특수2 포함) 학급, 유치원 3학급 편성

## 학교 상징
- 교화 - 장미 : 장미의 그윽한 향기와 우아한 자태는 안동서부 어린이의 고귀한 기품입니다.
- 교목 - 향나무 : 향나무의 사시 사철 푸르름은 정열과 인내의 상징으로 안동서부 어린이의 힘찬 기상입니다.

## 참고 자료
- 안동서부초등학교 - 한국교육학술정보원 학교알리미